# Клафлин, Теннесси
Теннесси Селеста Клафлин (англ. Tennessee Claflin, 26 октября 1844 года — 18 января 1923 года) — американская суфражистка, известная как первая женщина, которая открыла брокерскую фирму на Уолл-стрит в 1870 году.

## Ранняя жизнь
Точная дата рождения Теннесси Клафлин неясна, но, как сообщается, она родилась между 1843—1846 годом. Известно, что Теннесси Клафлин была младшей из десяти детей, родившихся у Роксаны Хаммел Клафлин и Рубена Бакмана Клафлина в Хомере, штат Огайо. Теннесси назвали так либо в честь штата, либо потому что её отец был поклонником конгрессмена Теннесси того времени — Джеймса Полка. Старшая сестра, Виктория Клафлин Вудхалл, родилась в 1838 году.
Её отец — Рувим Бакман Клафлин, известный как «Бак», был продавцом змеиного масла, который выдавал себя за доктора. У него была некоторая юридическая подготовка, а иногда он даже представлялся юристом. Происходил из бедной ветви семьи шотландцев и американцев рода «Клафлин», живущей в Массачусетсе. В декабре 1825 года Бак Клафлин женился на Роксане Хаммел.
Их дети, в число которых входили Тенесси Клафлин и Виктория Вудхалл, росли в бедности. Соседи их запомнили как диких, грязных и голодных. Бак был ужасным отцом, который регулярно избивал своих детей.
Вдохновлённый успехом сестёр Фокс, Бак начал рекламировать Теннесси и Викторию в качестве медиумов примерно в 1852 году. Вскоре девочки стали главными кормильцами семьи.

## Спиритизми исцеление
К 1860 году Теннесси была объявлена гадалкой, способной излечивать болезни «от герпеса до рака». Консультации стоили 1 доллар, она работала 13 часов в день в небольших городах на Среднем Западе.
В 1863 году Бак (её отец) арендовал целый отель в Оттаве, штат Иллинойс. Он называл себя «Король Рака», рекламируя целебные способности Теннесси. В рамках своей практики Клафлины использовали щелочь, которая обжигала кожу их пациента.
В июне 1864 года полиция совершила налёт на клинику Клафлинов в отеле, и семья сбежала. Власти обвинили семью в совершении 9 преступлений, включая хулиганство и медицинское мошенничество (шарлатанство). Теннесси столкнулась с самым серьёзным обвинением, поскольку её обвинили в смерти пациентки по имени Ребекка Хоу.
Осенью 1868 года Бак посетил делового магната Корнелиуса Вандербильта, который, интересовался массажем и магнитным исцелением. Бак представил Викторию спиритуалистом, а Теннесси — целителем. Теннесси и Корнелиус начали проводить много времени вместе. В то же время Виктория Вудхалл стала известна своими инвестициями на Уолл-стрит. Вероятно, действия Вудхалл были основаны на советах Вандербильта.

## Политика
В 1871 году сестры попытались проголосовать на муниципальных выборах, но получили отказ.
11 августа 1871 года Теннесси Клафлин представила свою кандидатуру на место в восьмой округ Конгресса Нью-Йорка. Восьмой округ Конгресса в то время был в основном немецко-американским. Клафлин объявила о своей кандидатуре в концертном зале «Irving Plaza» в окружении немецких и американских флагов. Она произнесла свою речь на немецком языке.
10 мая 1872 года Вудхалл была выдвинута кандидатом на пост президента Соединенных Штатов от недавно созданной «Партии равных прав».
Летом 1872 года Клафлин предложила свою кандидатуру на место полковника девятого полка Национальной гвардии Нью-Йорка. Эта должность была вакантной после смерти барона-разбойника Джима Фиска в январе 1872 года. Кандидатура Клафлин была широко осмеяна прессой. Солдаты девятого полка проигнорировали предложение Клафлин, но командир Томас Дж. Гриффин предложил Клафлин баллотироваться в колонию недавно организованного Восемьдесят пятого полка для чёрных солдат. Осознавая её пропагандистскую деятельность в прошлом, её профессиональный успех, члены Восемьдесят пятого избрали полковником Клафлин.